# Cha Cha Cha Vol.3
Cha Cha Cha Vol. 3 è un album raccolta di Tito Puente, pubblicato dalla Tico Records nel 1955. Il disco raccoglie brani usciti in precedenza solo su 78 giri.

## Tracce
Lato A
1. Cha Cha Cha for Lovers – 2:46 (Rosendo Ruiz)
2. Keep in Tempo (Enrique Jorrin)
3. Carolina – 2:28 (José Ramos Fajardo)
4. Enjoy My Cha Cha Cha – 2:50 (Felix Reyna)

Lato B
1. Having a Ball – 2:51 (Rosendo Ruiz Jr.)
2. Hot Tamales – 2:33 (José Ramos Fajardo)
3. The Knockout – 2:34 (Rafael Lay)
4. Prelude to Rhythm – 2:42 (Julio Gutierrez)

## Musicisti
- Tito Puente - timbales, percussioni
- altri musicisti non accreditati ma (probabilmente) presenti, tra gli altri Mongo Santamaría e Willie Bobo